# Platyrrhinus incarum
Platyrrhinus incarum é uma espécie de morcego da família Phyllostomidae. Pode ser encontrada na Guiana, Guiana Francesa, Brasil, Colômbia, Equador, Peru e Bolívia.

## Nomenclatura e taxonomia
Considerada uma subespécie de Platyrrhinus helleri, foi elevada a categoria de espécie distinta.